# 理論生物学
理論生物学（りろんせいぶつがく、英: Theoretical Biology）は、生物の種々の側面に関して数理的な理論やモデルの構築をめざす生物学の一分野。

## 概要
研究の内容に応じて、生物学の諸分野が理論生物学に密接するが、その例として、動物行動学、生物力学、細胞生物学、生体の複雑性、生態学、酵素反応速度論、進化生物学、遺伝学、免疫学、膜輸送、微生物学、分子構造、形態形成、生理学的機序、システム生物学、生命の起源などが含まれる。神経生物学は、理論的又は計算論的神経科学として既に理論生物学的な学問を抱える生物学の一例である。
理論生物学の最終目標は、数理的又は計算的手法を用いて生物世界を説明することである。結局のところ実測、実験結果に頼る学問ではあるが、理論生物学が求めるものは、まず第一に数理モデル及び理論であり、この点で他分野の生物学と異なる。

### 理論生物学者
- アーサー・ウィンフリー Arthur Winfree
- ルイス・ウォルパート Lewis Wolpert
- ジャック・カウアン Jack Cowan
- スチュアート・カウフマン
- ブライアン・グッドウィン Brian Goodwin
- フランシス・クリック
- ブライアン・グレンフェル Bryan Grenfell
- クリストファー・ゼーマン Christopher Zeeman
- ペーター・シュスター Peter Schuster
- ルネ・トム
- ダーシー・トンプソン D'Arcy Thompson
- マイケル・ハッセル Michael Hassell
- ウィリアム・ドナルド・ハミルトン
- フランシスコ・バレーラ
- ロナルド・フィッシャー
- ジョージ・プライス
- J・B・S・ホールデン
- ジェームズ・ディクソン・マレー James D. Murray
- ロバート・メイ
- ジョン・メイナード＝スミス
- シーウォル・ライト
- エリック・ラウチ Erik Rauch
- ニコラス・ラシェフスキー Nicholas Rashevsky
- リチャード・ルーウォンティン Richard Lewontin
- ロバート・ローゼン
- コンラート・ハル・ワディントン Conrad Hal Waddington

## 参考書誌
- Bonner, J. T. 1988. The Evolution of Complexity by Means of Natural Selection. Princeton: Princeton University Press.
- Hertel, H. 1963. Structure, Form, Movement. New York: Reinhold Publishing Corp.
- Mangel, M. 1990. Special Issue, Classics of Theoretical Biology (part 1). Bull. Math. Biol. 52(1/2): 1-318.
- Prusinkiewicz, P. & Lindenmeyer, A. 1990. The Algorithmic Beauty of Plants. Berlin: Springer-Verlag.
- Thompson, D.W. 1942. On Growth and Form. 2nd ed. Cambridge: Cambridge University Press: 2. vols.
- Vogel, S. 1988. Life's Devices: The Physical World of Animals and Plants. Princeton: Princeton University Press.

### 学術雑誌
- Bioinformatics
- Journal of Theoretical Biology
- Medical Hypotheses

### 関連団体
- American Mathematical Society
- British Society of Developmental Biology
- European Mathematical Society
- ESMTB: European Society for Mathematical and Theoretical Biology
- The International Biometric Society
- International Society for Ecological Modelling
- The Israeli Society for Theoretical and Mathematical Biology
- London Mathematical Society
- Société Francophone de Biologie Théorique
- Society for Industrial and Applied Mathematics
- Society for Mathematical Biology